# آدام آلیس
آدام آلیس (انگلیسی: Adam Alis؛ زادهٔ ۱۹ دسامبر ۱۹۹۳) بازیکن فوتبال اهل اندونزی است.
از باشگاه‌هایی که در آن بازی کرده‌است می‌توان به باشگاه فوتبال پرسیجا جاکارتا اشاره کرد.
وی همچنین در تیم‌های ملی فوتبال زیر ۲۳ سال اندونزی و اندونزی بازی کرده‌است.